# Serra d'Aiello
Serra d'Aiello (Serrë in arbëreshë) è un comune italiano di 540 abitanti della provincia di Cosenza in Calabria. Ha un territorio compreso tra 45 e 417 metri s.l.m.; l'abitato è situato a 373 metri di altitudine.

## Storia
Agli inizi dell'Ottocento, contava una popolazione di circa 900 abitanti, dediti prevalentemente all'agricoltura e all'allevamento del baco da seta, con ottima produzione di vino, olio di oliva e frutta.
Serra d'Aiello era, fino al 1870 circa, un paese in cui era d'uso la lingua arbereshe (gjuha arbëreshe) ovvero l'antico idioma italo albanese che ancora oggi viene parlato in altre comunità albanesi d'Italia. Si è inoltre completamente perso il rito bizantino, contemporaneamente ai paesi di Santa Caterina Albanese, San Martino di Finita, Cerzeto, Rota Greca e Spezzano Albanese, venendo sostituito da quello latino. Le origini albanesi restano negli usi, nei costumi ed in molti vocaboli del dialetto.

### Simboli
Lo stemma e il gonfalone sono stati concessi con DPR del 14 ottobre 1958.
Il gonfalone è un drappo partito di bianco di azzurro.

## Società

### Evoluzione demografica
Abitanti censiti